# Перемога (житломасив)
Перемо́га  — житловий масив у Металургійному районі Кривого Рогу.
Закладений наприкінці 1940 рр. Селилися родини фронтовиків, які працювали на заводі «Криворіжсталь».
Складається з 35 вулиць приватного сектора. Має 981 приватний будинок. Займає площу 10,3 тисячі м². Багатий на зелені насадження.